# Juan Castillo (beisbolista)
Juan Castillo Brayas (nacido el 25 de enero de 1962 en San Pedro de Macorís) es un ex infielder dominicano que jugó en las Grandes Ligas de Béisbol. Jugó todo o parte  de cuatro temporadas en las Grandes Ligas desde 1986 hasta 1989 con Cerveceros de Milwaukee. Su posición principal era la segunda base, pero también jugó en la tercera base y en el shortstop. Castillo fue originalmente firmado como amateur en 1979 por los Cerveceros. Jugó en su organización durante toda su carrera hasta que se convirtió en agente libre en 1989. Terminó con promedio de .215, 101 hits, 11 dobles, 5 triples, 3 jonrones, 38 carreras impulsadas, 60 anotadas, 18 bases robadas, 8 veces atrapado, 104 ponches, 41 bases por bolas en 199 juegos y 469 turnos al bate.
Castillo tiene una hija y tres hijos y vive en Miami, Florida con su esposa y dos hijos menores. 